# Miles Magister
El Miles M.14 Magister fue un avión de entrenamiento básico monoplano biplaza diseñado y construido por el constructor aeronáutico británico Miles Aircraft. Fue conocido afectivamente como Maggie. Estaba autorizado para realizar acrobacias.
El Magister fue desarrollado durante los años 30 para cubrir la Especificación T.40/36, basada ella misma en el Miles Hawk Trainer, que había sido encargado en pequeñas cantidades. El primer vuelo del primer prototipo fue realizado el 20 de marzo de 1937. Rápidamente fue alabado por sus cualidades de manejo, aumentando la seguridad y facilidad del entrenamiento de los pilotos, al tiempo que proporcionaba unas prestaciones comparables a las de los cazas de primera línea monoplanos contemporáneos de la época. El Magister fue puesto en producción en gran cantidad.
Entrando en servicio alrededor de un año antes del comienzo de la Segunda Guerra Mundial, el Magister se convirtió en un entrenador clave. Fue el primer monoplano diseñado como entrenador para ser usado por la Real Fuerza Aérea (RAF). Durante la guerra, fue comprado en grandes cantidades por la RAF, el Fleet Air Arm y varios operadores militares de ultramar. Demostró ser una introducción ideal al Spitfire y al Hurricane para los nuevos pilotos.
Tras la guerra, los Magister excedentes fueron exportados en grandes cantidades, siendo muchos convertidos para su uso civil.

## Desarrollo

### Antecedentes
El origen del Miles Magister fue una decisión realizada por la dirección de la compañía en 1936 para desarrollar su serie de entrenadores militares; esta decisión estuvo influenciada por el reciente éxito de la firma con el Miles M.2 Hawk Trainer como entrenador elemental, el primer monoplano de ala baja en ser adoptado como entrenador por la Real Fuerza Aérea (RAF). Se decidió producir un derivado del Hawk Trainer para satisfacer la Especificación T.40/36 del Ministerio del Aire. La presentación ignoró la política de sólo comprar aviones metálicos que tenía la RAF en la época.
El nuevo modelo era muy similar al Hawk Trainer: la mayor parte de las diferencias entre los dos modelos estaba en la cabina, que fue agrandada y poseía numerosas nuevas características para cubrir mejor los requerimientos del entrenamiento militar. El primer prototipo realizó su primer vuelo el 20 de marzo de 1937, volado por F. G. Miles. Durante el siguiente mes, el avión fue bautizado como Magister. Durante los primeros vuelos, el avión mostró una tendencia a entrar en barrena. El problema fue solventado con varias modificaciones, incluyendo la elevación del plano de cola en 15 cm, la instalación de extensiones antibarrena en el fuselaje trasero y la adopción de un timón más alto. Las alteraciones funcionaron tan bien que el Magister se convirtió en el primer monoplano en voladizo de ala baja en ser autorizado por el Ministerio del Aire para realizar acrobacias.

### Diseño
El Magister era un monoplano en voladizo de ala baja diseñado para el entrenamiento militar. Su diseño se deriva del Hawk Trainer de Miles, aunque hay algunas diferencias notables, como el agrandado significativo de la cabina. Se requería una cabina más espaciosa para acomodar razonablemente la presencia del paracaídas y de varias ayudas al entrenamiento, que incluían la provisión de aparatos del vuelo a ciegas. Las cabinas abiertas poseían parabrisas realizados en Perspex; se podía almacenar equipaje y equipo no utilizado en una considerable bodega situada detrás de la cabina trasera, a través de una puerta exterior. Los pilotos debían entrar y salir del avión a través de un pasillo sobre la raíz alar en el lado de estribor.
El Magister estaba construido principalmente de madera, consistiendo el fuselaje en una estructura de abeto con recubrimiento de contrachapado; se usaron materiales similares para el ala de tres piezas y la unidad de cola. La sección central alar no poseía diedro y era de sección constante, con las secciones exteriores con diedro y reduciéndose hacia las puntas. Poseía flaps divididos como un estándar; fue el primer entrenador de la RAF en poseer flaps. Poseía un tren de aterrizaje de rueda de cola fijo con carenados reductores de resistencia en las ruedas principales; para reducir la distancia de aterrizaje, el tren de aterrizaje estaba equipado con frenos de tambor Bendix. La potencia era proporcionada por un motor De Havilland Gipsy Major de 130 hp y el combustible estaba contenido en un par de depósitos en la sección central.
Las características de vuelo y las prestaciones del Magister se prestaban bien para el papel de entrenador; el avión poseía prestaciones superiores a las de cualquier entrenador elemental contemporáneo. Permitía rápidamente que los pilotos alumnos aprendieran con seguridad las técnicas de manejo de aviones de caza de primera línea modernos. Su facilidad de manejo y seguridad fueron atributos que Frederik Miles demostró vigorosamente realizando acrobacias como aterrizajes sin manos y vuelo en formación mientras estaba invertido. Los controles de vuelo eran actuados por cable; algunos de los controles, como los pedales del timón, podían ser ajustados para adecuarse a cada piloto individualmente.

### En producción
Habiendo sido impresionado por las prestaciones del prototipo durante las pruebas, el Ministerio del Aire seleccionó al Magister para cubrir la especificación. La producción comenzó en octubre de 1937. Reconociendo la importancia y valor representado por el encargo, la compañía comprometió una porción significativa de su capacidad de fabricación a producir el modelo, abandonando sus planes para producir otros aviones, como el Miles Peregrine, para concentrar los recursos en el esfuerzo de producción en masa.
La producción del Magister continuó hasta 1941, época en la que Miles había construido 1203 aviones. Más de cien Magister fueron construidos bajo licencia en Turquía. Las colas contemporáneas usadas para ensamblar el avión de madera no han resistido bien la prueba del tiempo y pocos Magister han sobrevivido.

## Historia operacional

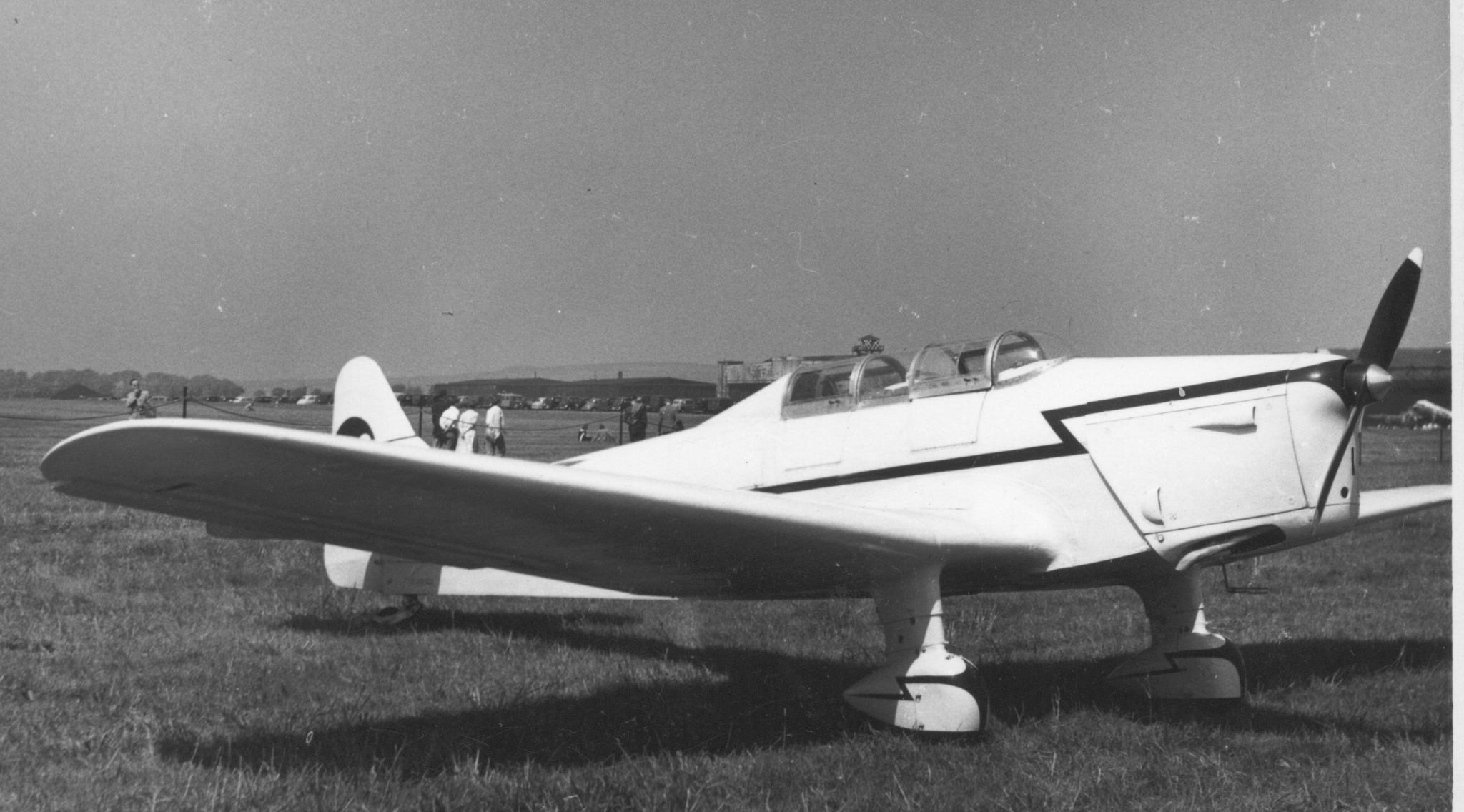
Hawk Trainer Coupe G-AJRT en el Aeropuerto de Leeds (Yeadon) en mayo de 1955.

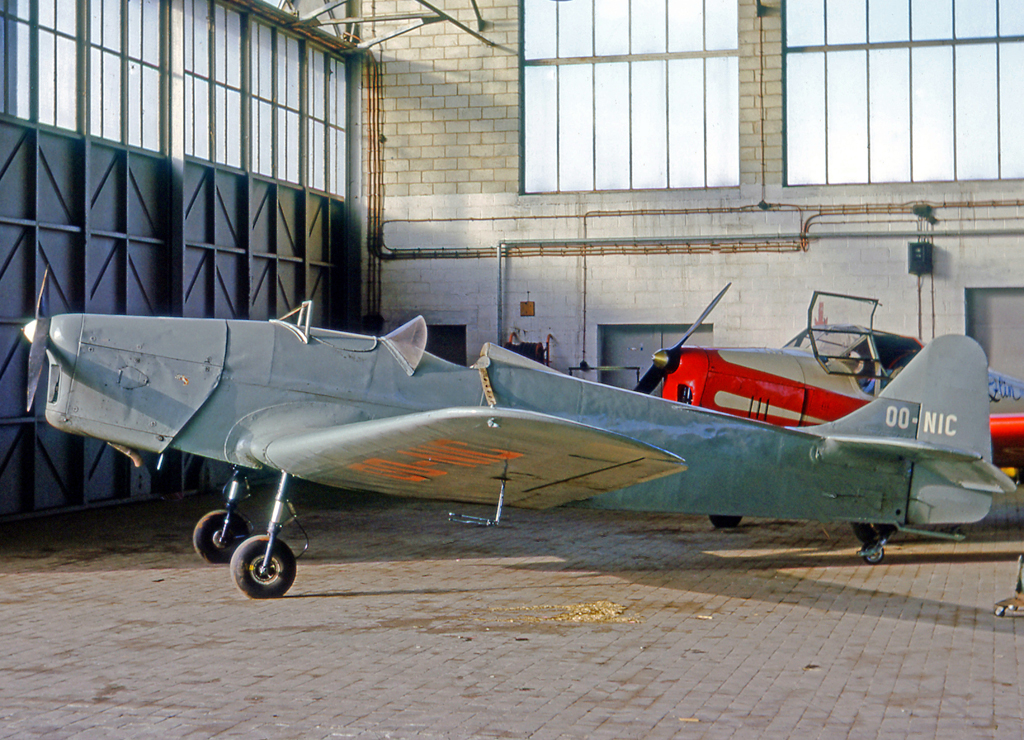
Muchos Magister fueron exportados en la posguerra, siendo registrado este ejemplar en Bélgica.

Inicialmente, los Magister de producción fueron suministrados a clubes de vuelo operados por la Straight Corporation, así como a clientes gubernamentales de ultramar. En la Segunda Guerra Mundial, más de 700 Magister habían entrado en servicio con las Escuelas de Entrenamiento de Vuelo Elemental de la RAF; el modelo equiparía finalmente a 16 escuelas, así como la Escuela de Vuelo Central. La mayor parte de los Hawk Major civiles también fue requisada y puesta en servicio militar como entrenadores, junto con el Magister.
Durante junio de 1940, como parte de las preparaciones anti invasión británicas, alrededor de 15 Magister fueron equipados con soportes para bombas para llevar hasta ocho bombas de 11,5 kg, para volar como bombarderos ligeros bajo un programa llamado Operación Banquet. Las preparaciones nunca se hicieron efectivas y el modelo nunca entró en servicio activo usando esta capacidad.
El Magister también participó en la investigación experimental en tiempo de guerra, como para evaluar una plataforma de ataque a tierra de largo alcance durante 1941. Buscando incrementar las cargas de los bombarderos medios convencionales, los planificadores militares británicos sugirieron el uso de una llamada “ala auxiliar” que podía ser remolcada como un planeador detrás del bombardero; esta ala estaría cargada con combustible adicional o munición. Para probar este concepto, se produjo un Magister modificado; por la época en que las pruebas habían alcanzado un estado avanzado, la RAF había reforzado significativamente su fuerzas ofensivas con bombarderos pesados, eliminando la necesidad de desplegar el concepto de ala auxiliar. Otros aviones recibieron modificaciones experimentales para evaluar nuevo equipamiento o características aerodinámicas.
Tras la finalización del conflicto, grandes cantidades de Magister fueron dados de baja, conduciendo a que muchos fueran convertidos para su uso civil. Tales aviones fueron renombrados como Hawk Trainer III. Entre sus usos civiles estaban las carreras aéreas; sólo durante la Carrera Aérea de la Copa del Rey de 1950, participaron 8 Hawk Trainer III, quedando uno de ellos (una versión de cabina modificada, el G-AKRV), pilotado por E. Day, en primer lugar, habiendo alcanzado una velocidad registrada de 138,5 mph. Al menos otros dos aviones fueron así modificados.
Durante los años de posguerra, muchos Magister fueron exportados a clientes de ultramar, incluyendo pilotos privados y clubes de vuelo. Los países que compraron el modelo incluyen a Argentina, Australia, Bélgica, Dinamarca, Egipto, Francia, Islandia, Irlanda, Italia, Kenia, Líbano, Marruecos, Nueva Zelanda, Portugal, Sudáfrica, Tailandia y Túnez.

## Variantes
M.14 Magister/Hawk Trainer III
Versión de producción inicial.
M.14A Magister I/Hawk Trainer III
Versión mejorada.
M.14B Magister II/Hawk Trainer III
Versión mejorada con un motor Blackburn Cirrus II de 100 kW (135 hp).

## Operadores
Australia
- Real Fuerza Aérea Australiana: un avión.[20]

 Bélgica
- Componente Aéreo del Ejército Belga: un avión operado de 1946 a 1948.

 Canadá
- Real Fuerza Aérea Canadiense[20]

 Egipto
- Fuerza Aérea Egipcia[20]
- Real Fuerza Aérea Egipcia: 42 aviones.[20]

 Estonia
- Fuerza Aérea Estonia: un avión.[20]

 Irlanda
- Cuerpo Aéreo Irlandés: 27 aviones de 1939 a 1952.[21]

 Letonia
- Regimiento de Aviación Letón[20]

 Malasia
- Fuerza Aérea Voluntaria Malaya[20]

 Nueva Zelanda
- Real Fuerza Aérea de Nueva Zelanda: dos aviones.[20]

 Portugal
- Fuerza Aérea Portuguesa: 10 aviones.[20]

 Reino Unido
- Real Fuerza Aérea[20]
- Fleet Air Arm

- Fuerza Aérea Sudafricana[20]

 Tailandia
- Real Fuerza Aérea Tailandesa[20]
- Real Armada Tailandesa[20]

 Turquía
- Fuerza Aérea Turca

## Supervivientes

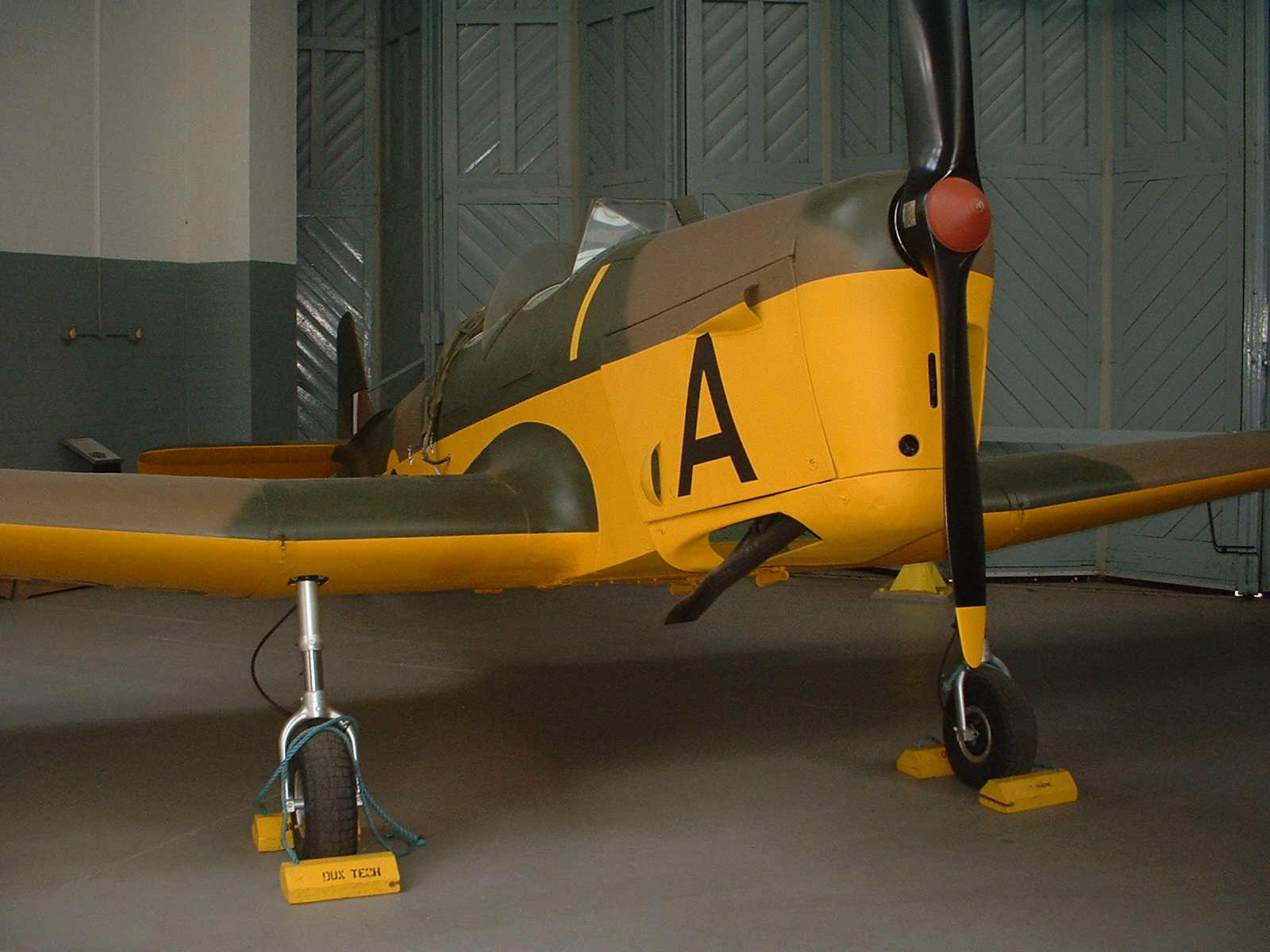
Miles Magister en el Museo Imperial de la Guerra, Duxford.

En 2009, había diez Hawk Trainer registrados en el Reino Unido, de los que varios estaban en estado de vuelo. Además, varios Magister fuera de servicio han sido preservados y están en exhibición, incluyendo un ejemplar ex-RAF en el Museo Imperial de la Guerra en el Reino Unido, y un ejemplar ex-Cuerpo Aéreo irlandés en el Museo Nacional de Irlanda en Dublín.
Un Miles Magister fue restaurado y está todavía en estado de vuelo en el Aero Club de San Martín (Mendoza).
El ZK-AWY está preservado en el Museo del Transporte y Tecnología de Nueva Zelanda.
El TC-KAY está preservado en el Museo de la Fuerza Aérea turca.

## Especificaciones (M.14A)
Referencia datos: Miles Aircraft since 1925,

### Características generales
- Tripulación: Dos (instructor y alumno)
- Longitud: 7,5 m (24,6 ft)
- Envergadura: 10,3 m (33,8 ft)
- Altura: 2 m (6,7 ft)
- Superficie alar: 16,4 m² (176,5 ft²)
- Perfil alar: raíz: Clark YH mod (19 %) ; punta: Clark YH mod (9 %)[24]
- Peso vacío: 583 kg (1284,9 lb)
- Peso cargado: 862 kg (1899,8 lb) (837 kg para acrobacia)
- Planta motriz: 1× motor lineal invertido de 4 cilindros refrigerado por aire de Havilland Gipsy Major I.
  - Potencia: 97 kW (134 HP; 132 CV)
- Hélices: Bipala de paso fijo
- Capacidad de combustible: 98 L; aceite: 11 L

### Rendimiento
- Velocidad máxima operativa (Vno): 229 km/h (142 MPH; 124 kt) a 300 m (1000 pies); 225 km/h a nivel del mar; 209 km/h a 1500 m (5000 pies); 201 km/h a 3000 m (10 000 pies)
- Velocidad crucero (Vc): 196 km/h (122 MPH; 106 kt)
- Velocidad de entrada en pérdida (Vs): 69 km/h (43 MPH; 37 kt) flaps abajo; 84 km/h flaps arriba
- Alcance: 591 km (319 nmi; 367 mi) (3 h)
- Techo de vuelo: 5000 m (16 404 ft) ; techo absoluto: 5800 m (19 000 pies)
- Régimen de ascenso: 4,3 m/s (846 ft/min)
- Carga alar: 52 kg/m² (10,7 lb/ft²)
- Carrera de despegue: 190 m con viento de 8 km/h
- Carrera de despegue hasta 15 m (50 pies): 370 m con viento de 8 km/h
- Distancia de aterrizaje: 130 m con viento de 8 km/h
- Distancia de aterrizaje desde 15 m (50 pies): 300 m con viento de 8 km/h

## Aeronaves relacionadas

### Desarrollos relacionados
- Miles Hawk Major
- THK-15

### Aeronaves similares
- Klemm Kl 35
- Fairchild PT-19
- PTO-4
- Valmet Tuuli
- Caudron C.600 Aiglon
- RWD 23
- de Havilland Moth Minor
- Yakovlev UT-2
- Ikarus Aero 2

### Secuencias de designación
- Secuencia M._ (interna de Miles): ← M.11 - M.12 - M.13 - M.14 - M.15 - M.16 - M.17 →
- Secuencia A_ (Aeronaves de la RAAF (Serie Dos, 1935-1963)): ← A12 - A13 - A14 - A15 - A16 - A17 - A18 →
- Secuencia B.F._ (Entrenadores de las Reales Fuerzas Armadas Tailandesas): ← B.F.4 - B.F.5 - B.F.6 - B.F.7 - B.F.8 - B.F.9 - B.F.10 →